# McRefugiado

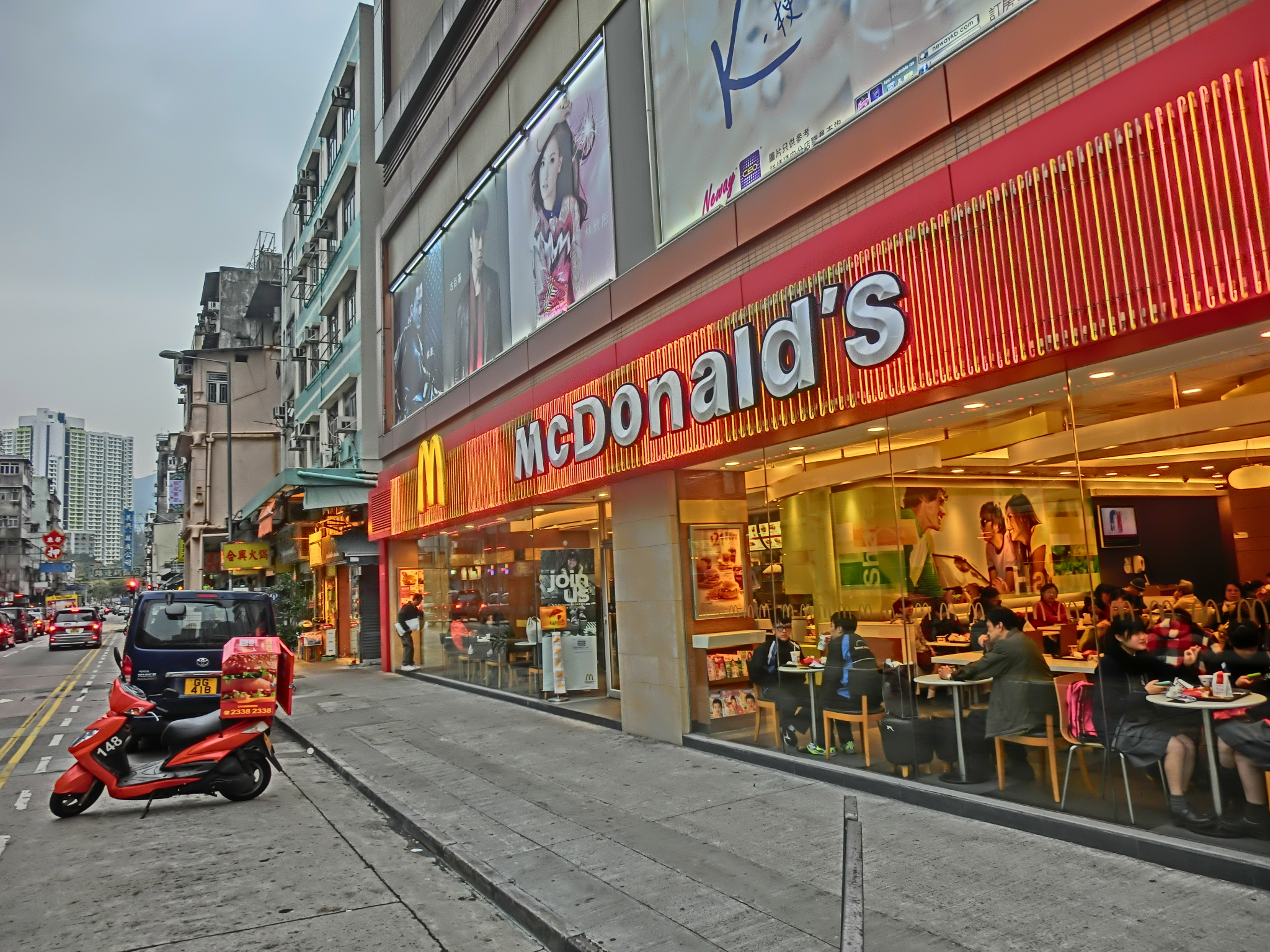
Sucursal de McDonald's en Hong Kong.

McRefugiados (en inglés, McRefugees) es un neologismo usado principalmente en países de Asia, que se refiere a las personas que pasan la noche en restaurantes de la cadena McDonald's abiertos las 24 horas del día.

## Historia
El término surgió inicialmente en Japón (en japonés: マック難民, el cual ha sido reemplazado por ネットカフェ難民, literalmente «refugiado de cibercafé»), país donde la mayoría de las sucursales de McDonald's están abiertas durante todo el día. Debido a a la cesantía y al alto costo de las rentas de alquiler y del transporte en Japón, los "McRefugiados" se ven forzados a quedarse en un McDonald's durante la noche.
El fenómeno y la palabra se extendieron también a Hong Kong (en chino: 麥難民), donde este derivó en el término McGamers («McJugadores»), usado para denominar a quienes se quedan en los restaurantes de la cadena por las noches para jugar videojuegos. En septiembre de 2006, McDonald's abrió franquicias con servicio durante las 24 horas del día en la China continental, con lo cual rápidamente se replicó el fenómeno de los McRefugiados.

## Incidentes
El 19 de marzo de 2010, un McRefugiado en un McDonald's en Xujiahui, Shanghái, recibió la advertencia de un trabajador de la cadena, llamado Li Feng, de que no estaba permitido dormir en la tienda. En respuesta, el hombre hirió con un cuchillo a Li, provocándole la muerte.
La madrugada del 3 de octubre de 2015, una McRefugiada de 56 años falleció en un local de la cadena en Hong Kong. Las cámaras de video mostraron que las demás personas en el local no reaccionaron al hecho, asumiendo que la mujer se había quedado dormida.